# Metaprotella ungunja
Metaprotella ungunja is een vlokreeftensoort uit de familie van de Caprellidae. De wetenschappelijke naam van de soort is voor het eerst geldig gepubliceerd in 1997 door Larsen.